# 榎啓一
榎 啓一（えのき けいいち、1949年3月15日 - ）は、NTTドコモのiモード立ち上げ責任者。長崎県長崎市生まれ、東京都町田市育ち。

## 略歴
- 1967年 - 東京都立立川高等学校卒業[2]
- 1972年 - 早稲田大学理工学部電気通信学科卒業[2]
- 1974年 - 早稲田大学大学院理工学研究科電気工学専攻修士課程修了[3]
- 1974年 - 日本電信電話公社入社
- 1985年 - 日本電信電話公社九州総支社 地域INS営業部長
- 1992年 - エヌ・ティ・ティ移動通信網株式会社（現NTTドコモ）に移籍
- 1995年 - 同社 栃木支店長
- 1997年 - 同社 ゲートウェイビジネス部長、法人営業部長
- 2000年 - NTTドコモ取締役ゲートウェイビジネス部長
- 2001年 - NTTドコモ取締役 ｉモード事業本部長
- 2003年 - NTTドコモ常務取締役 ｉモード事業本部長
- 2004年 - NTTドコモ常務取締役プロダクト&サービス本部長
- 2005年 - 株式会社エヌ・ティ・ティ・ドコモ東海 代表取締役社長
- 2011年 - 株式会社ドコモエンジニアリング 代表取締役社長
- 2014年 - 退職

## 人物
- 松永真理・夏野剛らと共に、iモードを開発。

## 著書
- 「iモードの猛獣使い 会社に20兆円稼がせたスーパー・サラリーマン」（講談社）2015年 ISBN 978-4062192804